# Antal Rónai
Antal Rónai, menționat uneori Anton Rónai sau Anton Ronai, (n. 22 iulie 1906, Seghedin, Ungaria – d. 9 februarie 1996, Cluj-Napoca, România) a fost un dirijor și pianist român de etnie maghiară, care a îndeplinit funcția de director al Operei Maghiare de Stat din Cluj (1952–1956) și a fost distins cu titlul de artist emerit al României (1953).

## Biografie

### Studii
S-a născut la 22 iulie 1906 în orașul Seghedin din Austro-Ungaria, ca fiu al lui Lajos István Rónai, directorul de producție al unei fabrici de tutun, și al soției sale, Janka Rónai (n. Rosenfeld). A absolvit, la cererea părinților săi, cursurile Liceului Comercial din Cluj în 1924 și a fost angajat în același an corepetitor la Opera Română din Cluj. A urmat în paralel studii la Conservatorul de muzică și artă dramatică din Cluj, pe care le-a absolvit în anul 1926. O cronică teatrală referitoare la producția de sfârșit de an a absolvenților Conservatorului din Cluj, care a fost publicată în ziarul local Patria, îl menționa cu următoarele cuvinte: „Dl Anton Rónai, îndeajuns de cunoscut în lumea artistică de la noi, a fost captivant. «Fantazia quosi sonatia» de Liszt a fost executată cu virtuozitate. Dl Rónai este cel mai puternic talent din câte a avut până acum conservatorul din Cluj. Tehnica și siguranța, cu care execută cele mai dificile opere cu o ușurință uimitoare îi prezic un strălucit viitor.”.

### Activitatea la Opera Română
După absolvirea studiilor muzicale, a fost angajat în anul 1926 ca dirijor la Opera Română din Cluj și a debutat în stagiunea 1926/1927, dirijând peste 120 de spectacole în cursul a nouă stagiuni (1926/27–1934/35) și remarcându-se „prin seriozitatea, râvna și punctualitatea cu care înțelege să se dedice serviciului și studiului”. A profesat ca dirijor până în anul 1940, când orașul Cluj a fost cedat Ungariei în urma Dictatului de la Viena.
În acest timp a continuat să cânte la pian și a concertat cu succes în mai 1928 la Festivalul Schubert din Cluj, entuziasmându-l pe profesorul Ion Gherghel, care a scris în cronica muzicală din ziarul Națiunea câteva fraze elogioase la adresa talentului său: „Dar că tânărul A. Ronai ar fi adâncit cu atâta pătrunzătoare înțelegere compozițiile pentru pian ale maestrului a fost desigur pentru mulți o revelație. Talentul dlui A. Ronai s’a manifestat încă pe timpul când era pe băncile școalei. Deși n’au trecut decât vreo patru ani de atunci, calea ce a străbătut-o l-a apropiat de realizarea visului la care are drept să aspire.”. Activitatea muzicală a lui Antal Rónai a atras, de asemenea, atenția muzicologului George Sbârcea, care-l considera un dirijor „abil” și un „pianist rutinat”.
Antal Rónai a rămas în Cluj în anul 1940, după Dictatul de la Viena, și nu a urmat colectivul Operei Române la Timișoara. Noile autorități maghiare nu au avut însă nevoie de serviciile sale, iar Rónai nu a mai putut să dirijeze și, pentru a putea supraviețui, a fost nevoit să predea lecții de muzică ca profesor particular în apartamentul său și apoi, în 1944, a prestat muncă forțată la Baia Mare. Începând din toamna anului 1944, după eliberarea nord-vestului Transilvaniei, el a dirijat din nou la Opera Română și a predat, în paralel, cursuri de dirijat, citire a partiturii și teoria instrumentelor la Conservatorul din Cluj până în 1973.

### Activitatea la Opera Maghiară
În anul 1948, după înființarea Opere Maghiare de Stat din Cluj, Antal Rónai a devenit dirijor al instituției nou-înființate, dirijând pe 11 decembrie 1948 spectacolul ei de inaugurare cu opera Háry János⁠(d) a lui Zoltán Kodály. A debutat ca publicist în anul 1949 cu un articol apărut în revista clujeană Igazság⁠(d). Rónai a îndeplinit, de asemenea, funcția de director al Operei Maghiare de Stat din Cluj din 1 ianuarie 1952 până în 31 decembrie 1956. În cursul carierei sale, a dirijat peste cincizeci de opere și lucrări de teatru muzical în peste o mie de spectacole, printre care: Carmen, Fidelio, Cneazul Igor⁠(d), Povestirile lui Hoffmann, Madama Butterfly, Turandot, Cocoșul de aur⁠(d), Mireasa vândută⁠(d), Falstaff, Otello, Rigoletto, Maeștrii cântăreți din Nürnberg. A participat ca dirijor invitat în Egipt și în fostele țări socialiste.
Antal Rónai a fost distins în decembrie 1953 cu titlul de „Artist emerit al Republicii Populare Române” „cu ocazia împlinirii a cinci ani de la înființarea Operei Maghiare de Stat din Cluj”. El a semnat „Scrisoarea intelectualilor maghiari din Cluj” din septembrie 1968 adresată Comitetului Central al Partidului Comunist Român și tovarășului Nicolae Ceaușescu, prin care un grup mare de scriitori, artiști, profesori și jurnaliști maghiari din Cluj și-au exprimat adeziunea la poziția adoptată în Declarația din 22 august 1968 a Marii Adunări Naționale a Republicii Socialiste România și în Declarația Comitetului Executiv al Comitetului Central al Partidului Comunist Român cu privire la necesitatea soluționării pe cale pașnică a situației din Cehoslovacia și la retragerea în cel mai scurt timp a forțelor armate ale celor cinci țări membre ale Pactului de la Varșovia din Cehoslovacia.
S-a pensionat în anul 1970, în deplină putere creatoare, și a împărtășit ulterior publicului povești din cursul carierei sale muzicale, care au fost publicate din 1984 până în 1989 în pagina 6 a ziarului maghiar Utunk, în ciclul Rónai Antal meséli („Antal Rónai povestește”).

### Deces
A decedat la 9 februarie 1996 în Cluj-Napoca și a fost înhumat la 12 februarie în Cimitirul Hajongard. A avut doi fii: István⁠(d) (1940–2019), care a profesat ca pianist și cronicar muzical, și Ádám⁠(d) (n. 1950), care a profesat ca violonist.

## Distincții
- Medalia Muncii (13 octombrie 1953) pentru contribuția sa la „munca de pregătire și desfășurare a celui de-al IV-lea Festival Mondial al Tineretului și Studenților pentru Pace și Prietenie⁠(d)”[13]
- titlul de Artist emerit al Republicii Populare Romîne (14 decembrie 1953) „cu ocazia împlinirii a cinci ani de la înființarea Operei Maghiare de Stat din Cluj”[14]
- Ordinul „Meritul Cultural” clasa a V-a (25 decembrie 1967) „pentru merite deosebite în opera de construire a socialismului, cu prilejul celei de-a XX-a aniversări a proclamării Republicii”[15]